# Vahiny
Vahiny é um gênero fóssil de dinossauro do clado Titanosauria do Cretáceo Superior de Madagascar. Há uma única espécie descrita para o gênero Vahiny depereti. Seus restos fósseis foram encontrados na formação Maevarano no noroeste do país, próximo a vila de Berivotra.